# دانيلو بوينو
دانيلو بوينو هو لاعب كرة قدم برازيلي، ولد في 27 ديسمبر 1983 في ساو باولو في البرازيل. لعب مع أتلتيكو براغانتينو والنجم الرياضي الساحلي وجمعية بورتوغيزا الرياضية ومرسين إيدمانيوردو ونادي اتحاد كلباء ونادي ساو كايتانو ونادي فيتوريا.

## وصلات خارجية
- دانيلو بوينو على موقع اتحاد تركيا (لاعب) (الإنجليزية)
- دانيلو بوينو على موقع قاعدة بيانات كرة القدم.إي يو (الإنجليزية)
- دانيلو بوينو على موقع Soccerway.com (الإنجليزية)
- دانيلو بوينو على موقع عالم كرة القدم.نت (الإنجليزية)